# Fearless (album, Taylor Swift)
Fearless je drugi glasbeni album ameriške country-pop glasbenice Taylor Swift. 11. novembra 2008 je album izdala založba Big Machine Records, takoj za tem pa je album pristal na prvem mestu lestvic Billboard 200 in Top Country Albums charts. V prvem tednu od izida je album prodal več kot 592.000 kopij samo v Združenih državah Amerike in tako postal najbolje prodajan country album po Eaglesovem albumu Long Road Out of Eden iz novembra leta 2007. Album Fearless je kasneje postal prvi glasbeni album, ki je prodal en milijon kopij v letu 2009 in si prislužil naslov najbolje prodajanega albuma leta 2009. Od 11. februarja 2010 je album nagrajen s šestkratno platinasto certifikacijo s strani organizacije RIAA in po vsem svetu prodal več kot sedem milijonov kopij izvodov.
Glavni singl z albuma, »Love Story«, je postal prva pesem Taylor Swift, ki je prejela velik komercialni uspeh tudi zunaj Združenih držav. Dosegel je namreč prvo mesto najboljših pesmi v Avstraliji, tretje mesto na Novi Zelandiji in drugo mesto v Združenem kraljestvu. Tretji singl iz albuma, »You Belong with Me«, je postal najuspešnejši singl Taylor Swift v Združenih državah Amerike, saj je dosegel drugo mesto na lestvici Billboard Hot 100. Album sam je na vrhu lestvice Billboard 200 ostal enajst tednov in petintrideset tednov na vrhu Billboardove lestvice Top Country Albums. Kasneje je album ponovno izšel 26. oktobra 2009 kot Fearless: Platinum Edition s šestimi dodatnimi pesmimi.
Na 52. podelitvi nagrad Grammy je album Fearless prejel Grammyja za »album leta« in za »najboljši country album«. Pri dvajsetih letih je Taylor Swift tako postala najmlajša oseba, kar jih je kdaj posnelo album, ki je prejel naziv albuma leta. Naziv je prej pripadal Alanis Morissette, katere album Jagged Little Pill je Grammyja v tej kategoriji dobil, ko je imela enaindvajset let. Album Fearless je bil tudi prvi album v zgodovini, ki je v istem letu prejel nagrade  American Music Award (AMA), Academy of Country Music Award (ACM), Country Music Association Award (CMA) in Grammyja za album leta.

## Promocija
Taylor Swift je s pesmimi iz albuma Fearless nastopila na mnogih podelitvah raznih nagrad, kot so CMA Awards, American Music Awards, 51st Grammy Awards, Academy of Country Music, CMT Awards in MTV Video Music Awards. V nekaterih izmed teh nastopov so nastopili tudi drugi glasbeniki, vključno z Miley Cyrus.
Za promocijo albuma je nastopila tudi v mnogih oddajah, kot so Late Show with David Letterman, The Ellen Degeneres Show in Saturday Night Live. Za promocijo albuma v Veliki Britaniji se je pojavila v pogovornih/glasbenih oddajah, kot so T4, Loose Women in BBC Breakfast. V septembru 2008 je bila pesem »White Horse« predvajana med premiero nove sezone televizijske serije Talenti v belem.

### Turneja
Spomladi leta 2009 se je Taylor Swift podala na turnejo, ki je obsegala in bila razprodana v dvainpetdesetih mestih. Turneja Fearless Tour je potekala v Kanadi in Združenih državah Amerike, poleg nje pa sta v turneji nastopila tudi pevka Kellie Pickler in glasbena skupina Gloriana. Po uspehu albuma Fearless v Združenem kraljestvu je Taylor Swift v sklopu turneje jeseni nastopila tudi v Londonu in Manchestru ter nastopila na šolah Bishop Ireton High School in Alexandria, VA, zatem pa je sponzorila promocijsko tekmovanje Verizon Wireless.

## Fearless: Platinum edition
Taylor Swift je Fearless: Platinum Edition izdala 26. oktobra 2009. Album vsebuje enake pesmi in šest drugih pesmi ter DVD.
Taylorjini oboževalci imajo neverjeten apetit do njene glasbe in njenih življenjskih izkušenj. Dva milijona oboževalcev, ki je kupilo album Fearless, je v nekaj tednih prejšnjega leta prosilo za novo Taylorino glasbo in Taylor jo je izdala. Posnetih je šest novih pesmi, več kot petdeset novih fotografij s turneje Fearless Tour 2009, prelepa nova naslovnica, videospoti vseh pomembnejših uspešnih singlov in tone novih video posnetkov Taylor.— Scott Borchetta, direktor založbe Big Machine Records

## Kritike
Album Fearless je prejel pozitivne ocene s strani glasbenih kritikov in prejel nagrado Grammy za album leta. Metacritic je za povprečno število točk albumu dodelila 73 točk. Revija Newsday je album ocenil z odlično oceno in ga označil za »za njena leta zelo modro delo«. James Reed iz revije Boston Globe je albumu dodelil zelo pozitivne ocene, njihov glasbeni kritik pa je napisal: »Album 'Fearless' mlade country zvezde dokazuje, da je natanko takšna in še več.« Spletna stran Allmusic je citirala način pisanja pesmi Taylor Swift in kako dozorela je, glede na to za svoj album: »Nežni dotik Taylor Swift je trajen, kot besedilo njenih pesmi, njena glasbena zrelost pa ni povsem enaka njeni starosti, vendar album je Fearless zaradi tega eden izmed najboljših pop albumov leta 2008.« Revija Rolling Stone je napisala, da je njena »glasba skoraj brezosebno strokovna - tako dosledno zglajen je, da zveni kot zrežirano in ustvarjeno v tovarni uspešnic. Priznati pa je treba, da so pesmi zares intimne in resnične.«
Album Fearless je po podatkih revije Rolling Stone devetintrideseti najbolje prodajani album v letu 2008.

## Singli
| Severna Amerika in Filipini         | Velika Britanija, Irska & Španija       | Evropa, Azija & latinska Amerika      | Avstralija in Nova Zelandija       |                                    |
| ----------------------------------- | --------------------------------------- | ------------------------------------- | ---------------------------------- | ---------------------------------- |
| »Love Story« 16. september 2008     | »Love Story« 2. marec 2009              | »Love Story« 18. marec 2009           | »Love Story« 13. februar 2009      |                                    |
| »White Horse« 9. december 2008      | »Teardrops on My Guitar« 1. junij 2009  | »You Belong with Me« 14. oktober 2009 | »You Belong with Me« 6. julij 2009 | »You Belong with Me« 6. julij 2009 |
| »You Belong with Me« 21. april 2009 | »You Belong with Me« 14. september 2009 | »Fifteen« 23. november 2009           | »Fifteen« 18. september 2009       |                                    |
| »Fifteen« 1. september 2009         | »Fifteen« 23. november 2009             | »White Horse« 28. februar 2010        | »Fearless« 23. februar 2010        |                                    |
| »Fearless« 4. januar 2010           | »Fearless« 27. februar 2010             | »Fearless« 10. marec 2010             | »White Horse« 1. marec 2010        |                                    |

- »Love Story« je glavni singl iz albuma Fearless in je izšel septembra 2008 v Združenih državah Amerike. Kasneje je na ostalih kontinentih izšel spomladi leta 2009. Pesem je postal prvi singl Taylor Swift, ki je v Združenih državah Amerike pristal med prvimi petimi najboljšimi pesmimi in njen tretji singl, ki je pristal na raznih lestvicah s country pesmimi. Tudi videospot za pesem »Love Story« je izšel septembra 2008 in sicer na CMT-ju.[21] Pesem »Love Story« je Taylor Swift prislužila naslov prve country pevke, katere pesem je pristala med prvimi desetimi najboljšimi pesmimi v Veliki Britaniji od Shanie Twain s pesmijo »Party for Two«, ki je leta 2004 pristala na desetem mestu.
- »White Horse« je drugi singl iz albuma Fearless in je izšel v novembru leta 2008. S pesmijo »White Horse«, ki je pristala na trinajstem mestu, je Taylor Swift poleg Mariah Carey in Beatlov postala druga glasbenica z največ pesmimi v celotni karieri, ki so pristale med prvimi dvajsetimi na tej lestvici v petdesetletni zgodovini Billboardovih lestvic.[22] Pesem je dosegla drugo mesto na lestvici Billboard Hot Country Songs chart in prvo mesto na lestvici Mediabase chart. Singl je dva dneva po izidu pesmi »Love Story« izšel tudi v Avstraliji v pomladi leta 2009. Pesem »White Horse« je dosegla šestdeseto mesto v Veliki Britaniji (UK Singles Chart), vendar tam uradno sploh ni izšla.
- »You Belong with Me« je tretji singl iz albuma Fearless v Združenih državah Amerike in je samostojno izšel aprila 2009. Pesem je tudi tretji uradno izdan singl v Združenem kraljestvu, izdali pa so ga septembra 2009. Pesem je dosegla drugo mesto na lestvici Billboard Hot 100 in tako postal najboljši singl Taylor Swift. Pesem je tudi četrti singl, ki je pristal na prvem mestu Billboardovih country lestvic.
- »Fifteen« je četrti singl iz albuma Fearless v Združenih državah Amerike in je na radijih izšel avgusta 2009. Singl je v Združenih državah Amerike samostojno izšel septembra 2009 in zasedel sedmo mesto na lestvici Hot Country Songs in triidvajseto mesto na lestvici Billboard Hot 100, ter tako postal prvi singl Taylor Swift, ki se ni uvrstil med prvih dvajset pesmi na tej lestvici od njenega debitanskega singla »Tim McGraw«.
- »Fearless« je peti singl iz albuma Fearless in je digitalno izšel v januarju 2010. Pesem je dosegla deveto mesto na lestvici Billboard Hot 100 in deseto mesto na lestvici Hot Country Songs Chart, ter tako postal najmanj uspešen singl na Billboardovih country lestvicah.[23]

Digitalni singli
Še pred izdajo albuma so štirje singli izšli digitalno, vsi pa so se uvrstili med prvih dvajset pesmi na lestvici U. S. Billboard Hot 100: »Change« (deseto mesto), »Fearless« (deveto mesto), »You're Not Sorry« (enajsto mesto) in »You Belong with Me« (dvanajsto mesto). V novembru 2009 sta v sklopu albuma Fearless: Platinum Edition izšla še dva singla in sicer »Jump Then Fall« in »Untouchable«, ki sta dosegla deseto in devetnajsto mesto, s čimer je Taylor Swift postala glasbenica z največ pesmimi, ki so se uvrstile med prvih dvajset pesmi na tej lestvici.

## Seznam verzij

### Standardna verzija
| Št.             | Naslov                               | Pisec                                   | Dolžina |
| --------------- | ------------------------------------ | --------------------------------------- | ------- |
| 1.              | „Fearless‟                           | Taylor Swift, Liz Rose, Hillary Lindsey | 4:01    |
| 2.              | „Fifteen‟                            | Swift                                   | 4:54    |
| 3.              | „Love Story‟                         | Swift                                   | 3:56    |
| 4.              | „Hey Stephen‟                        | Swift                                   | 4:14    |
| 5.              | „White Horse‟                        | Swift, Rose                             | 3:55    |
| 6.              | „You Belong with Me‟                 | Swift, Rose                             | 3:52    |
| 7.              | „Breathe‟ (featuring Colbie Caillat) | Swift, Colbie Caillat                   | 4:23    |
| 8.              | „Tell Me Why‟                        | Swift, Rose                             | 3:20    |
| 9.              | „You're Not Sorry‟                   | Swift                                   | 4:21    |
| 10.             | „The Way I Loved You‟                | Swift, John Rich                        | 4:07    |
| 11.             | „Forever & Always‟                   | Swift                                   | 3:45    |
| 12.             | „The Best Day‟                       | Swift                                   | 4:05    |
| 13.             | „Change‟                             | Swift                                   | 4:40    |
| Skupna dolžina: | Skupna dolžina:                      | Skupna dolžina:                         | 53:33   |

| Več vsebine     | Več vsebine              | Več vsebine |
| Št.             | Naslov                   | Dolžina     |
| --------------- | ------------------------ | ----------- |
| 1.              | „Love Story‟ (Videospot) | 3:57        |
| 2.              | „Change‟ (Videospot)     | 4:33        |
| Skupna dolžina: | Skupna dolžina:          | 62:03       |

| Mednarodni bonus | Mednarodni bonus                       | Mednarodni bonus | Mednarodni bonus |
| Št.              | Naslov                                 | Pisec            | Dolžina          |
| ---------------- | -------------------------------------- | ---------------- | ---------------- |
| 14.              | „Our Song‟ (Pop verzija)               | Swift            | 3:22             |
| 15.              | „Teardrops on My Guitar‟ (Pop verzija) | Swift, Rose      | 2:59             |
| 16.              | „Should've Said No‟ (Pop verzija)      | Swift            | 4:05             |
| Skupna dolžina:  | Skupna dolžina:                        | Skupna dolžina:  | 63:59            |

| Avstralski bonus | Avstralski bonus            | Avstralski bonus | Avstralski bonus |
| Št.              | Naslov                      | Pisec            | Dolžina          |
| ---------------- | --------------------------- | ---------------- | ---------------- |
| 14.              | „Our Song‟                  | Swift            | 3:24             |
| 15.              | „Teardrops on My Guitar‟    | Swift, Rose      | 3:36             |
| 16.              | „Love Story‟ (U.S. Pop Mix) | Swift            | 3:56             |
| Skupna dolžina:  | Skupna dolžina:             | Skupna dolžina:  | 64:29            |

| Japonski bonus  | Japonski bonus                  | Japonski bonus                               | Japonski bonus |
| Št.             | Naslov                          | Pisec                                        | Dolžina        |
| --------------- | ------------------------------- | -------------------------------------------- | -------------- |
| 17.             | „Beautiful Eyes‟                | Swift                                        | 2:59           |
| 18.             | „Picture to Burn‟               | Swift, Rose                                  | 2:57           |
| 19.             | „I'm Only Me When I'm with You‟ | Swift, Robert Ellis Orrall, Angelo Petraglia | 3:33           |
| 20.             | „I Heart ?‟                     | Swift                                        | 3:17           |
| Skupna dolžina: | Skupna dolžina:                 | Skupna dolžina:                              | 66:19          |

| Velika Britanija - iTunes bonus | Velika Britanija - iTunes bonus | Velika Britanija - iTunes bonus |
| Št.                             | Naslov                          | Dolžina                         |
| ------------------------------- | ------------------------------- | ------------------------------- |
| 17.                             | „Umbrella‟ (Live from SoHo)     | 1:31                            |
| 18.                             | „Video intervjuja‟              | 3:00                            |
| Skupna dolžina:                 | Skupna dolžina:                 | 58:04                           |

| Velika Britanija - digitalni bonus ekskluzivno za iTunes | Velika Britanija - digitalni bonus ekskluzivno za iTunes | Velika Britanija - digitalni bonus ekskluzivno za iTunes | Velika Britanija - digitalni bonus ekskluzivno za iTunes |
| Št.                                                      | Naslov                                                   | Pisec                                                    | Dolžina                                                  |
| -------------------------------------------------------- | -------------------------------------------------------- | -------------------------------------------------------- | -------------------------------------------------------- |
| 17.                                                      | „Love Story‟ (J Stax Radio Mix)                          | Swift                                                    | 3:38                                                     |
| Skupna dolžina:                                          | Skupna dolžina:                                          | Skupna dolžina:                                          | 57:11                                                    |

| Ekskluzivni DVD | Ekskluzivni DVD                                                        | Ekskluzivni DVD |
| Št.             | Naslov                                                                 | Dolžina         |
| --------------- | ---------------------------------------------------------------------- | --------------- |
| 1.              | „Zasedanje snemanja pesmi »Change«‟                                    |                 |
| 2.              | „Posnetek s snemanja pesmi »Breathe« s Taylor Swift in Colbie Caillat‟ | 13:01           |

### Platinasta verzija
| Št.             | Naslov                                   | Pisec                                                | Dolžina |
| --------------- | ---------------------------------------- | ---------------------------------------------------- | ------- |
| 1.              | „Jump Then Fall‟                         | Swift                                                | 3:56    |
| 2.              | „Untouchable‟                            | Swift, Cary Barlowe, Nathan Barlowe, Tommy Lee James | 5:11    |
| 3.              | „Forever & Always‟ (Verzija na klavirju) | Swift                                                | 4:27    |
| 4.              | „Come in with the Rain‟                  | Swift, Rose                                          | 3:58    |
| 5.              | „SuperStar‟                              | Swift, Rose                                          | 4:21    |
| 6.              | „The Other Side of the Door‟             | Swift                                                | 3:58    |
| 7.              | „Fearless‟                               | Swift, Rose, Lindsey                                 | 4:01    |
| 8.              | „Fifteen‟                                | Swift                                                | 4:54    |
| 9.              | „Love Story‟                             | Swift                                                | 3:56    |
| 10.             | „Hey Stephen‟                            | Swift                                                | 4:14    |
| 11.             | „White Horse‟                            | Swift, Rose                                          | 3:55    |
| 12.             | „You Belong with Me‟                     | Swift, Rose                                          | 3:52    |
| 13.             | „Breathe‟ (Skupaj s Colbie Caillat)      | Swift, Caillat                                       | 4:23    |
| 14.             | „Tell Me Why‟                            | Swift, Rose                                          | 3:20    |
| 15.             | „You're Not Sorry‟                       | Swift                                                | 4:21    |
| 16.             | „The Way I Loved You‟                    | Swift, Rich                                          | 4:07    |
| 17.             | „Forever & Always‟                       | Swift                                                | 3:45    |
| 18.             | „The Best Day‟                           | Swift                                                | 4:05    |
| 19.             | „Change‟                                 | Swift                                                | 4:40    |
| Skupna dolžina: | Skupna dolžina:                          | Skupna dolžina:                                      | 79:24   |

| DVD | DVD                                                                                     | DVD     |
| Št. | Naslov                                                                                  | Dolžina |
| --- | --------------------------------------------------------------------------------------- | ------- |
| 1.  | „Change‟ (Video)                                                                        | 3:47    |
| 2.  | „The Best Day‟ (Video)                                                                  | 4:34    |
| 3.  | „Love Story‟ (Video)                                                                    | 3:54    |
| 4.  | „White Horse‟ (Video)                                                                   | 4:03    |
| 5.  | „You Belong With Me‟ (Video)                                                            | 4:37    |
| 6.  | „Love Story‟ (Na snemanju - za scenami)                                                 | 22:00   |
| 7.  | „White Horse‟ (Na snemanju - za scenami)                                                | 22:00   |
| 8.  | „You Belong With Me‟ (Na snemanju - za scenami)                                         | 20:45   |
| 9.  | „Ekskluzivne fotografije turneje Fearless Tour za scenami‟ (Fotografije brata, Austina) |         |
| 10. | „Fearless Tour‟ (Za scenami prve predstave)                                             | 10:41   |
| 11. | „Thug Story‟ (Videospot s T-Painom)                                                     | 1:26    |

| Ekskluzini DVD | Ekskluzini DVD                                   | Ekskluzini DVD |
| Št.            | Naslov                                           | Dolžina        |
| -------------- | ------------------------------------------------ | -------------- |
| 12.            | „Untouchable‟ (Nastop na Clear Channel Stripped) |                |
| 13.            | „Fearless‟ (Nastop na Clear Channel Stripped)    |                |

| Walmart exclusive DVD | Walmart exclusive DVD                                       | Walmart exclusive DVD |
| Št.                   | Naslov                                                      | Dolžina               |
| --------------------- | ----------------------------------------------------------- | --------------------- |
| 12.                   | „Love Story‟ (Nastop v živo na britanski prireditvi V-Fest) | 4:27                  |
| 13.                   | „You Belong With Me‟ (V-Fest UK Live performance)           | 5:01                  |

## Prodaja in dosežki na lestvicah

### Prodaja in certifikaicje
Album Fearless je prodal 592.000 kopij izvodov v Združenih državah Amerke v prvem tednu od izida in tako postal najbolje prodajan country album od Eaglesovega albuma Long Road Out of Eden iz novembra 2007. Od teh 592.000 kopij je bilo 129.000 kopij prodanih digitalno, s čimer je album postal četrti digitalno najbolje prodajani album Nielsen SoundScana. V juliju 2009 je album Fearless postal najbolje prodajani album v prvi polovici leta 2009 v Združenih državah Amerike. Fearless je nazadnje prejel šestkratno platinasto certifikacijo s strani organizacije RIAA za več kot 6 milijonov prodanih kopij. Fearless je na lestvici Billboard 200 ostal enainosemdeset tednov, trenutno pa je na lestvici Top 40 uvrščen na štiriintrideseto mesto.
| Regija                  | Organizacija | Certifikacija | Prodaja           |
| ----------------------- | ------------ | ------------- | ----------------- |
| Avstralija              | ARIA         | 4× platinasta | 280.000           |
| Kanada                  | CRIA         | 6× platinasta | 480.000           |
| Mehika                  | AMPROFON     | Zlata         | 40.000            |
| Nova Zelandija          | RIANZ        | 2× platinasta | 30.000            |
| Velika Britanija        | BPI          | Platinasta    | 300.000           |
| Združene države Amerike | RIAA         | 6x platinasta | 5.861.935         |
| Po svetu                |              |               | 7 million + kopij |

### Dosežki na lestvicah
Album Fearless je peti album ženske ustvarjalke, ki je najdlje ostal na prvem mestu lestvice Billboard 200 v zgodovini, ter album country ženske ustvarjalke, ki je na lestvici ostal najdlje časa. Od marca 2010 je album na lestvici Billboard 200 preživel oseminpetdeset tednov med prvimi desetimi albumi ter tako postal country album, ki je med prvimi desetimi albumi ostal najdlje v zgodovini Billboardovih lestvicah. Fearless je zaradi tega postal tudi eden izmed petih albumov, ki so med prvimi desetimi albumi na lestvici ostali najdlje, poleg albuma Thriller Michaela Jacksona med letoma 1983 in 1984, albuma Jagged Little Pill Alanis Morissette med letoma 1995 in 1996, albuma Falling into You Celine Dion med letoma 1996 in 1997, albuma ...Baby One More Time Britney Spears med letoma 1999 in 2000 in albuma All the Right Reasons Nickelbacka med letoma 2005 in 2006.
V novembru 2009 je ob ponovni izdaji albuma Fearless Taylor Swift postala ženska ustvarjalka z največimi pesmimi, ki so istočasno uvrščene na lestvico Billboard Hot 100: »Jump Then Fall« (deseto mesto), »Untouchable« (devetnajsto mesto), »The Other Side of the Door« (dvaindvajseto mesto), Superstar (sedemindvajseto mesto), »Come in With the Rain« (trideseto mesto), »You Belong with Me« (štirinajsto mesto), »Forever & Always« (štiriintrideseto mesto) in »Fifteen« (šestinštirideseto mesto). Kasneje je pesem »Two Is Better Than One« banda Boys Like Girls, v kateri poje tudi Taylor Swift, pristala na osemdesetem mestu. Tako so se je lestvico v enem tednu uvrstilo šest pesmi Taylor Swift, s čimer je postala ženska ustvarjalka z največ pesmimi na lestvici naenkrat.
S pesmijo »Fifteen« je Taylor Swift skupaj z Beyoncé Knowles postala ženska ustvarjalka z največ pesmimi med prvimi štiridesetimi pesmimi na lestvici v desetletju. Njeno sodelovanje z Johnom Mayerjem za pesem »Half of my Heart« za njegov glasbeni album Battle Studies, je na lestvici Billboard Hot 100 pristala na petindvajsetem mestu, tako da je imela na lestvici več pesmi, kot Beyoncé.
| Lestvica (2008/2009/2010)         | Dosežek |
| --------------------------------- | ------- |
| Australian Albums Chart           | 2       |
| Australian Country Chart          | 1       |
| Austrian Albums Chart             | 14      |
| Belgian Albums Chart (Flandrija)  | 52      |
| Belgian Albums Chart (Valonija)   | 68      |
| Brazilian Albums Chart            | 18      |
| Canadian Albums Chart             | 1       |
| Danish Albums Chart               | 23      |
| Dutch Albums Chart                | 43      |
| French Albums Chart               | 14      |
| German Albums Chart               | 12      |
| Greek International Albums Chart  | -       |
| Irish Albums Chart                | 7       |
| Japanese Albums Chart             | 8       |
| Mexican Albums Chart              | 37      |
| New Zealand Albums Chart          | 1       |
| Norwegian Albums Chart            | 5       |
| Russian Albums Chart              | 17      |
| Spanish Album Chart               | 28      |
| Swedish Albums Chart              | 12      |
| Swiss Albums Chart                | 35      |
| Turkish Country Chart             | 1       |
| UK Albums Chart                   | 5       |
| U.S. Billboard 200                | 1       |
| U.S. Billboard Top Country Albums | 1       |

### Ostali pomembnejši dosežki
| Predhodnik: Soundtrack Somrak                          | U.S. Billboard 200 najboljši album (prvi krog) 29. november 2008 - 6. december 2008 | Naslednik: I Am... Sasha Fierce od Beyoncé           |
| Predhodnik: Circus od Britney Spears                   | U.S. Billboard 200 najboljši album (drugi krog) 27. december 2008 - 7. februar 2009 | Naslednik: Working On a Dream od Brucea Springsteena |
| Predhodnik: The Fray od The Fray                       | U.S. Billboard 200 najboljši album (tretji krog) 28. februar 2009 - 14. marec 2009  | Naslednik: No Line on the Horizon od U2              |
| Predhodnik: Play od Brada Paisleyja                    | Top Country Albums najboljši album (prvi krog) 29. november 2008 - 14. februar 2009 | Naslednik: Feel That Fire od Dierksa Bentleya        |
| Predhodnik: Feel That Fire od Dierksa Bentleya         | Top Country Albums najboljši album (drugi krog) 28. februar 2009 - 4. april 2009    | Naslednik: Shine od Martine McBride                  |
| Predhodnik: American Saturday Night od Brada Paisleyja | Top Country Albums najboljši album (tretji krog) 1. avgust – 22. avgust 2009        | Naslednik: Live on the Inside od Sugarlanda          |
| Predhodnik: Keep on Loving You od Rebe McEntire        | Top Country Albums najboljši album (četrti krog) 19. september 2009                 | Naslednik: #1's... and Then Some od Brooks & Dunn    |
| Predhodnik: #1's... and Then Some od Brooks & Dunn     | Top Country Albums najboljši album (peti krog) 3. oktober - 10. oktober 2009        | Naslednik: Revolution od Mirande Lambert             |
| Predhodnik: American Ride od Tobyja Keitha             | Top Country Albums najboljši album (šesti krog) 31. oktober 2009                    | Naslednik: Southern Voice od Tima McGrawa            |
| Predhodnik: Southern Voice od Tima McGrawa             | Top Country Albums najboljši album (sedmi krog) 14. november 2009                   | Naslednik: Play On od Carrie Underwood               |
| Predhodnik: Play On od Carrie Underwood                | Top Country Albums najboljši album (osmi krog) 12. december 2009 - 6. februar 2010  | Naslednik: Need You Now od Lady Antebellum           |
| Predhodnik: Black Ice od AC/DC                         | Canadian Albums Chart najboljši album leta 29. november 2008                        | Naslednik: Dark Horse od Nickelback                  |
| Predhodnik: No Line on the Horizon od U2               | New Zealand RIANZ albums chart najboljši album 23. marec 2009                       | Naslednik: Only by the Night od Kings Of Leon        |
| Predhodnik: Long Road out of Eden by Eagles            | Top Country Albums najboljši album leta 2009                                        | Naslednik: -                                         |
| Predhodnik: As I Am od Alicie Keys                     | Billboard 200 najboljši album leta 2009                                             | Naslednik: -                                         |

## Zgodovina izidov
| Država                                       | Datum             | Založba                             |
| -------------------------------------------- | ----------------- | ----------------------------------- |
| Združene države Amerike                      | 11. november 2008 | Big Machine Records                 |
| Kanada                                       | 11. november 2008 | Universal Music Group International |
| Avstralija                                   | 15. november 2008 | Universal Music Group International |
| Avstralija (omejena izdaja)                  | 27. februar 2009  | Universal Music Group International |
| Španija                                      | 2. marec 2009     | Universal Music Group International |
| Irska                                        | 6. marec 2009     | Universal Music Group International |
| Italija                                      | 6. marec 2009     | Universal Music Group International |
| Tajvan                                       | 6. marec 2009     | Universal Music Group International |
| Združeno kraljestvo                          | 8. marec 2009     | Mercury Records                     |
| Filipini                                     | 8. marec 2009     | Universal Music Group International |
| Malezija                                     | 8. marec 2009     | Universal Music Group International |
| Tajska                                       | 8. marec 2009     | Universal Music Group International |
| Indija Indian Edition                        | Marec 2009        | Universal Music Group International |
| New Zealand                                  | 9. marec 2009     | Universal Music Group International |
| Rusija                                       | 9. marec 2009     | Universal Music Group International |
| Švedska                                      | 11. marec 2009    | Universal Music Group International |
| Belgija                                      | 11. marec 2009    | Universal Music Group International |
| Mehika                                       | 17. marec 2009    | Universal Music Group International |
| Brazilija                                    | 31. marec 2009    | Universal Music Group International |
| Nemčija                                      | 15. maj 2009      | Universal Music Group International |
| Japonska                                     | 24. junij 2009    | Universal Music Group International |
| Francija                                     | 20. julij 2009    | Universal Music Group International |
| Združene države Amerike (platinasta verzija) | 26. oktober 2009  | Big Machine Records                 |
| Kanada (platinasta verzija)                  | 26. oktober 2009  | Universal Music Group International |
| Avstralija (platinasta verzija)              | 16. november 2009 | Universal Music Group International |
| Velika Britaniija (platinasta verzija)       | 16. november 2009 | Mercury Records                     |
| Španija (platinasta verzija)                 | 16. november 2009 | Universal Music Group International |
| Filipini (platinasta verzija)                | 16. november 2009 | Universal Music Group International |
| Mehika (platinasta verzija)                  | 2. marec 2010     | Universal Music Group International |
| Turčija (mednarodna verzija)                 | 1. april 2010     | Universal Music Group International |

## Ostali ustvarjalci
Kot so napisani na zadnji strani ovitka:

- Liz Huett – Vokali v ozadju
- Nick Buda – Bobni
- Colbie Caillat – Vokali v ozadju na »Breathe«
- Nathan Chapman – Električna kitara, akustična kitara, mandolina, klaviature, hammond organ, harmonika, kitara, tolkala, vokali v ozadju
- Eric Darken – Tolkala, vibrafon
- Jessie Farinholt – Vokali v ozadju
- Artie Garr (Kyle Ford) – Mandolina, klavir, vokali v ozadju
- Kenny Greenberg – Električna kitara
- Caitlin Evanson – Fidel
- Tony Harrell – Klaviature, hammond organ, harmonika
- Amos Heller – Bas kitara
- Claire Indie – Čelo
- John Keefe – Bobni
- Tim Lauer – Klaviature, harmonika
- Tim Marks – Bas kitara
- Grant Mickelson – Električna kitara, akustična kitara, mandolina, kitara
- Bryan Sutton – Akustična kitara, hammond organ, mandolina
- Taylor Swift – Glavni vokali in vokali v ozadju
- Ilya Toshinsky – Banjo
- Al Wilson – Tolkala
- Paul Sidoti – Glavna kitara, klaviature

Sestavil in uredil: Jonathan Yudkin.
- Mike Meadows – Banjo
- Ben Clark – Banjo

Tleskanje na ozadju pesmi »Hey Stephen«: Andrew Bowers, Nicholas Brown, Carolyn Cooper, Burlas Cox, Lauren Elcan in hčeri Martine McBride, Delaney in Emma McBride.

## Produkcija
- Producirala Nathan Chapman & Taylor Swift.
- Mešali Chad Carlson, Nathan Chapman & Justin Niebank.
- Asistenti: Steve Blackmon, Drew Bollman, Todd Tidwell & Shawn Daughtry.
- Inženirali: Chad Carlson, Kyle Ford, Kyle Ginther, Matt Legge, Mark Petaccia, Todd Tidwell
- Gospodarjenje: Hank Williams